# Айдин Махмутович
Айдин Махмутович (босн. Ajdin Mahmutović, нар. 6 квітня 1986, Добой) — боснійський футболіст, що грав на позиції півзахисника, нападника.
Виступав, зокрема, за клуб «Тепліце», а також молодіжну збірну Боснії і Герцеговини.
Володар Кубка Чехії. Чемпіон Чехії.

## Клубна кар'єра
Народився 6 квітня 1986 року в місті Добой. Вихованець юнацьких команд футбольних клубів TOSK та «Челік» (Зениця).
У дорослому футболі дебютував 2004 року виступами за команду «Челік» (Зениця), в якій провів три сезони, взявши участь у 68 матчах чемпіонату. 
Згодом з 2007 по 2008 рік грав у складі команд «Тепліце» та «Усті-над-Лабем».
Своєю грою за останню команду знову привернув увагу представників тренерського штабу клубу «Тепліце», до складу якого повернувся 2008 року. Цього разу відіграв за команду з Тепліце наступні сім сезонів своєї ігрової кар'єри. Більшість часу, проведеного у складі «Тепліце», був основним гравцем команди. У складі «Тепліце» був одним з головних бомбардирів команди, маючи середню результативність на рівні 0,38 гола за гру першості. За цей час виборов титул володаря Кубка Чехії.
Протягом 2015—2019 років захищав кольори клубів «Вікторія» (Пльзень), «Сігма» (Оломоуць), «Пршибрам», «Паніоніос», «Челік» (Зениця) та «Тузла Сіті».
Завершив ігрову кар'єру у команді «Челік» (Зениця), у складі якої вже виступав раніше. Повернувся до неї 2019 року, захищав її кольори до припинення виступів на професійному рівні у 2020 році.

## Виступи за збірну
Протягом 2004–2008 років залучався до складу молодіжної збірної Боснії і Герцеговини. На молодіжному рівні зіграв у 5 офіційних матчах.

## Титули і досягнення
- Володар Кубка Чехії (1):

«Тепліце»: 2008-2009
- Чемпіон Чехії (1):

«Вікторія» (Пльзень): 2014-2015